# Oi to the World!
Oi to the World! (auch Christmas with the Vandals) ist ein Weihnachtsalbum der Punkband The Vandals. Es erschien 1996 über Kung Fu Records.

## Konzept
The Vandals, als Fun-Punk-Band bekannt, veröffentlichten 1996 ihr erstes Weihnachtsalbum mit überwiegend eigenkomponierten Titeln, die eher humoristisch an das Thema anknüpften. So ist der Titel Christmas Time for my Penis eine Weihnachtshymne an den Penis, behandelt der Titel My First Xmas as a Woman das Thema Geschlechtsumwandlung und Grandpa’s Last Xmas beschreibt das baldige Ableben des Großvaters. Weitere Themen sind Selbstmord (Hang Myself from the Tree) und Konsumkritik (I Don’t Believe in Santa Clause).

## Veröffentlichung
Das Album erschien am 8. Oktober 1996 über das Independent-Label Kung Fu Records als CD und LP. Beiden Auflagen lag eine Weihnachtskugel aus Pappe mit aufgedrucktem Anarchie-A bei. Die erste Version hatte als Cover Weihnachtsschmuck und hatte die beiden Titel „Oi to the World“ und „Christmas with the Vandals“. 2000 erschien eine zweite Auflage, die nur noch „Oi to the World“ hieß und einen Punk mit einem Skinhead beim Feiern zeigte. Diese Edition enthielt mit Ouverture einen zusätzlichen Track.
Oi to the World wurde ein Live-Favorit der Band, während die restlichen Lieder des Albums nur wenig live gespielt wurden. Allerdings veranstalteten The Vandals jährliche Weihnachtsshows in Anaheim, bei denen die Band das komplette Album spielt. 2002 erschien eine Live-DVD mit einer dieser Shows unter dem Titel Oi to the World! Live in Concert. Die Tonspur der DVD wurde über Bandcamp als Album namens Christmas Formal Live! veröffentlicht sowie im Dezember 2013 als Stream. Das Livekonzert fand im Grove Theater in Anaheim statt.

## Titelliste
1. A Gun for Christmas – 3:00
2. Grandpa’s Last Xmas – 2:09
3. Thanx for Nothing – 2:07
4. Oi to the World – 2:14
5. Nothing’s Going to Ruin My Holiday – 2:22
6. Christmas Time for my Penis – 3:14
7. I Don’t Believe in Santa Claus – 1:31
8. My First Xmas, as a Woman – 2:39
9. Dance of the Sugarplum Fairies – 1:18
10. Here I Am Lord – 2:17
11. C-H-R-I-S-T-M-A-S – 1:43
12. Hang Myself from the Tree – 6:26

## Songinfos
C-H-R-I-S-T-M-A-S ist eine Coverversion von The Yobs, dem Weihnachtsprojekt der britischen Powerpop-Band The Boys.
Dance of the Sugarplum Fairies ist eine Adaption des Pas de deux aus dem Ballett Der Nussknacker von Pjotr Iljitsch Tschaikowski. Der deutsche Titel lautet Tanz der Zuckerfeen.
Here I Am Lord stammt von Daniel L. Schutte, einem US-amerikanischen christlichen Songwriter, der liturgische Musik komponiert. Es handelt sich dabei um ein bekanntes Kirchenstück, dessen Text auf (Jes 6,8 ) und (1 Sam 3 ) basiert.
The Vandals spielten 1996 den Support für die Band No Doubt auf deren Tragic-Kingdom-Tour. Als sich No Doubt an der Benefiz-Weihnachtskompilation A Very Special Christmas 3 beteiligen sollten, deren Erlös den Paralympics zugutekommt, erinnerten sie sich an den Song und spielten ihn nach. Walter Fitzgerald war Produzent des Songs.

## Gastmusiker
Das Album enthält eine Reihe von Gastauftritten:
- Brooks Wakerman: Schlagzeug bei 1, 5, 7, 9
- Erik Sandin: Schlagzeug bei 3, 8
- Rat Scabies: Schlagzeug bei 2
- Stan Freese: Tuba
- Jason Freese: Saxophon
- Suzanne LaRocque: Cello
- Christina Placilla: Bratsche
- Elizabeth Johnson: Violine
- Vidal Hulbert: Violine

## Rezensionen
Das Alternative-Rock-Magazin Visions vergab acht von zwölf möglichen Punkten und konstatierte:

„Textlich brilliant, musikalisch leider nicht immer, deswegen nur 8 Punkte. Ist aber immer noch besser als der Müll, den die Toten Hosen vor ein paar Jahren ablieferten.“

Stephen Thomas Erlewine von AllMusic vergab zwei von fünf Sternen und warnte die Leser vor dem vulgären, pubertären Humor der Gruppe, für den man schon ein gewisses Faible haben müsse.